# Troszyn Polski
Troszyn Polski (prononciation : [ˈtrɔʂɨn ˈpɔlski]) est un village polonais de la gmina de Gąbin dans le powiat de Płock de la voïvodie de Mazovie dans le centre-est de la Pologne.
Il se situe à environ 9 kilomètres au nord-est de Gąbin (siège de la gmina), 15 kilomètres au sud-est de Płock (siège du powiat) et à 84 kilomètres à l'ouest de Varsovie (capitale de la Pologne).
Le village compte approximativement une population de 124 habitants en 2006.

## Histoire
De 1975 à 1998, le village appartenait administrativement à la voïvodie de Płock.